# Port-Gentil
Port-Gentil [pór-žantil] je druhé největší město v Gabonu a jeho hlavní přístav. Leží na ostrově v nejzápadnějším výběžku země, nedaleko ústí řeky Ogooué, a má asi 80 tisíc obyvatel. Je střediskem těžby ropy a dřeva, od roku 1960 je zde velká rafinerie ropy a od roku 1968 i zemního plynu.

## Historie
V roce 1722 se odehrála u mysu Cap Lopez bitva mezi piráty vedenými Bartholomew Robertsem a loďstvem Royal Navy, při které byl Bartholomew Roberts zabit. V roce 1873 byl založen na místě přístav a pojmenován po vedoucím kolonie Émile Gentilovi.

## Hospodářství
Hlavním odvětvím je těžba ropy ze zálivu Port-Gentil na severu města. Těžební terminály jsou na dohled od přístavu. Na severozápadě u letiště se rozkládá ohrazená průmyslová zóna rafinerie Sogara (Société gabonaise de raffinerie). Klesající ceny ropy na světových trzích mají dopad na ekonomiku Port-Gentilu.

## Doprava

### Silniční doprava
Port-Gentil leží u pobřeží na ostrově Mandji, který však nemá s gabonským vnitrozemím pozemní spojení ani most. Silniční doprava se omezuje zatím (v roce 2016) na oblast ostrova Mandji. Z centra lze vyjet na severozápad k letišti a dál podél pobřeží až k mysu Cap Lopez. Tam silnice končí u skladišť ropy.
Na jih lze dojet asi 15 kilometrů od města a poté se asfaltová cesta proměňuje v prašnou a špatně udržovanou cestu podél nových čtvrtí N'Tchengue. Za dalších 10 kilometrů cesta končí a začíná savana Mpega, kterou lze projet terénním autem až do Ozouri (asi 35 kilometrů) v ústí řeky Ogooué. Souběžně s cestou na planině Mpega se staví asfaltová silnice, která v budoucnu spojí Port-Gentil s Libreville.

### Lodní doprava
Cena plavby mezi Libreville a Port-Gentil činí 5000 CFA franků na osobu (2015). Plavba trvá 4 až 8 hodin podle typu lodi a počasí.

### Letecká doprava
Vedle lodní dopravy poskytuje letiště v Port-Gentil jediné spojení s hlavním městem Gabonu Libreville. Letiště se nachází na severozápadě od města. Letecké společnosti létají z Port-Gentil také do přístavních měst Tchibanga v Gabonu a Pointe-Noire v Konžské republice.